# Municipio de Tuxcueca
El municipio de Tuxcueca es un municipio de la Región Sureste del estado de Jalisco, México, cuya cabecera municipal es Tuxcueca. Hasta el mes de enero de 2015 pertenecía a la Región Ciénega, fecha en que 26 municipios del estado cambiaron de región, modificándose el acuerdo del año 1998 en que se instituyó la "regionalización administrativa".

## Etimología

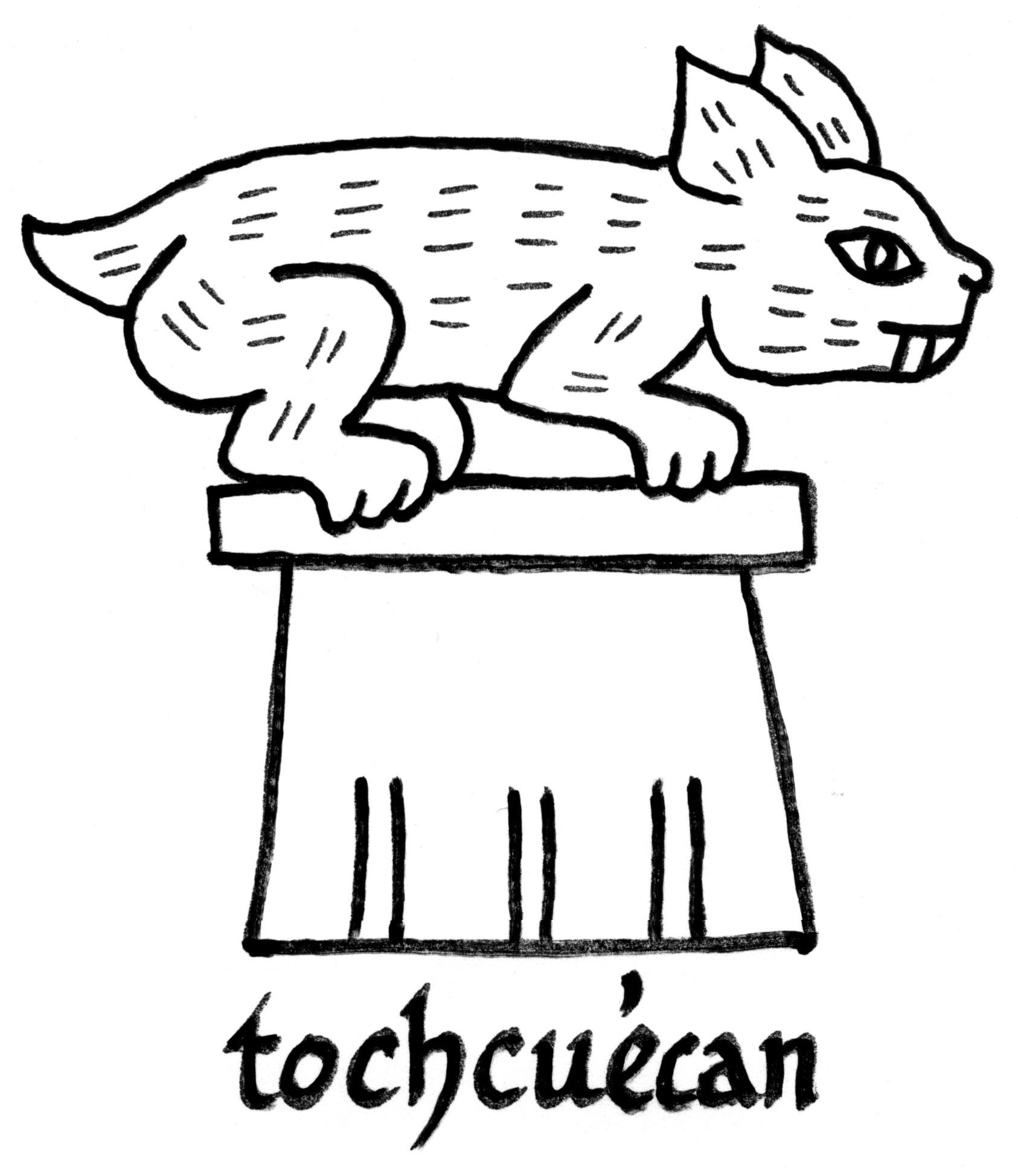
Toponímico de Tuxcueca

Un toponímico es el resultado del estudio etimológico (significado y forma) de los nombres propios de un lugar, teniendo su origen en algún aspecto físico del sitio al que designa. De esta forma la toponimia se hace presente en la palabra "Tuxcueca" mediante la interpretación del término tochcuécan en lengua náhuatl, descrito por el Profr. Carlos Sandoval Linares en su libro "Altepetócaitl: nombres de los pueblos de Jalisco". Se tomó de la palabra tochtli (conejo) toch, de cuéitl (falda) cué y de can (lugar) can; teniendo como resultado tochcuécan, por lo que se interpreta como: "donde hacen faldas de pelo de conejo".
Por iniciativa del gobierno del estado de Jalisco y con la finalidad de contar con un símbolo representativo para cada municipio, entre los años 1982 y 1992 se elaboraron la mayoría de los escudos de armas para algunos de los municipios que conforman dicha entidad. En el año 1989 fue creado el escudo de armas de este municipio mediante la convocatoria que realizó el H. Ayuntamiento en turno presidido por el 
C. Luis Mancilla Aréchiga, del cual resultó ganador el diseño del Profr. Francisco Javier Basulto Origel originario de esta localidad.

## Historia
Durante la época prehispánica los pobladores de la región coincidían en diversas costumbres y creencias; su asentamiento era de tipo aldeano con sus casas construidas con carrizo o madera recubierta por barro (bajareque). Elaboraban una cerámica muy diversificada y con buena calidad estética que incluía vasijas para alimentos y piezas ceremoniales, además de variadas figuras antropomorfas; su religión era politeísta con un culto muy marcado a posibles deidades relacionadas con el agua y el buen temporal; y su lengua fue el "mexicano de Occidente", una variante del náhuatl. Se dedicaban al cultivo de maíz, frijol, chile y calabaza aprovechando la fertilidad de las tierras cercanas al lago de Chapala, alimentándose también de la pesca y de la abundante fauna de la zona, así como de la recolección de frutos silvestres.
Con la llegada de los conquistadores españoles, hacia 1525 nuestra región fue conocida como "la Provincia de Ávalos" en honor al capitán Alonso de Ávalos; la extensión territorial comprendía desde los municipios que hoy se conocen como Chapala, Jocotepec y Acatlán hasta los de Tapalpa, Sayula y Atoyac, quedando Tuxcueca dentro de la misma. La capital de la provincia era la ciudad de Sayula, dependiendo de la jurisdicción de la Nueva España durante más de dos siglos.
El territorio de Sayula, llamado también "Provincia de Ávalos", fue disputado por Nuño de Guzmán hasta que una cédula real de 1533 lo asignó a México. En 1551 ya se hablaba del alcalde mayor de la provincia, el cual residió en Zacoalco alrededor de 1580, pero en 1615 se trasladó a Sayula, que ya se había convertido en el lugar más importante de la demarcación.
Una vez que Jalisco fue conformado como estado, en noviembre de 1824 los 27 partidos en que se dividía la anterior provincia de Guadalajara fueron nombrados como departamentos y se agruparon en 8 cantones. El poblado de Tuxcueca quedó integrado dentro del municipio de Tizapán el Alto con el rango de comisaría, correspondiente al Departamento de Zacoalco (uno de los cuatro departamentos del cantón) y éste a su vez al Cuarto Cantón con sede en Sayula. 
Para el 8 de marzo de 1867 se instaló en el pueblo de Tuxcueca una oficina del registro civil y en padrón realizado por el primer comisario Manuel Madrigal; Tuxcueca, San Antonio y La Cofradía contaban con 1,112 habitantes. Tiempo después y debido a la gestión del general Ramón Corona ante el entonces gobernador del estado el general Francisco Tolentino; el 20 de abril de 1886 Tuxcueca su tierra natal se erige en municipio bajo el Decreto n.º 184, quedando conformado por las rancherías contiguas y separándose del municipio de Tizapán el Alto. El primer presidente municipal fue el señor Gonzalo Solís, el cual tomó su cargo el 9 de mayo de 1886; dándosele a Tuxcueca desde entonces la categoría de cabecera de dicho municipio homónimo. El 1 de octubre de 1888 la comisaría de San Luis Soyatlán se agregó al municipio, separándose de Jocotepec y para el 13 de febrero de 1891 se estableció una oficina del registro civil en dicha comunidad, ahora con el rango de delegación.

## Gral. Ramón Corona Madrigal

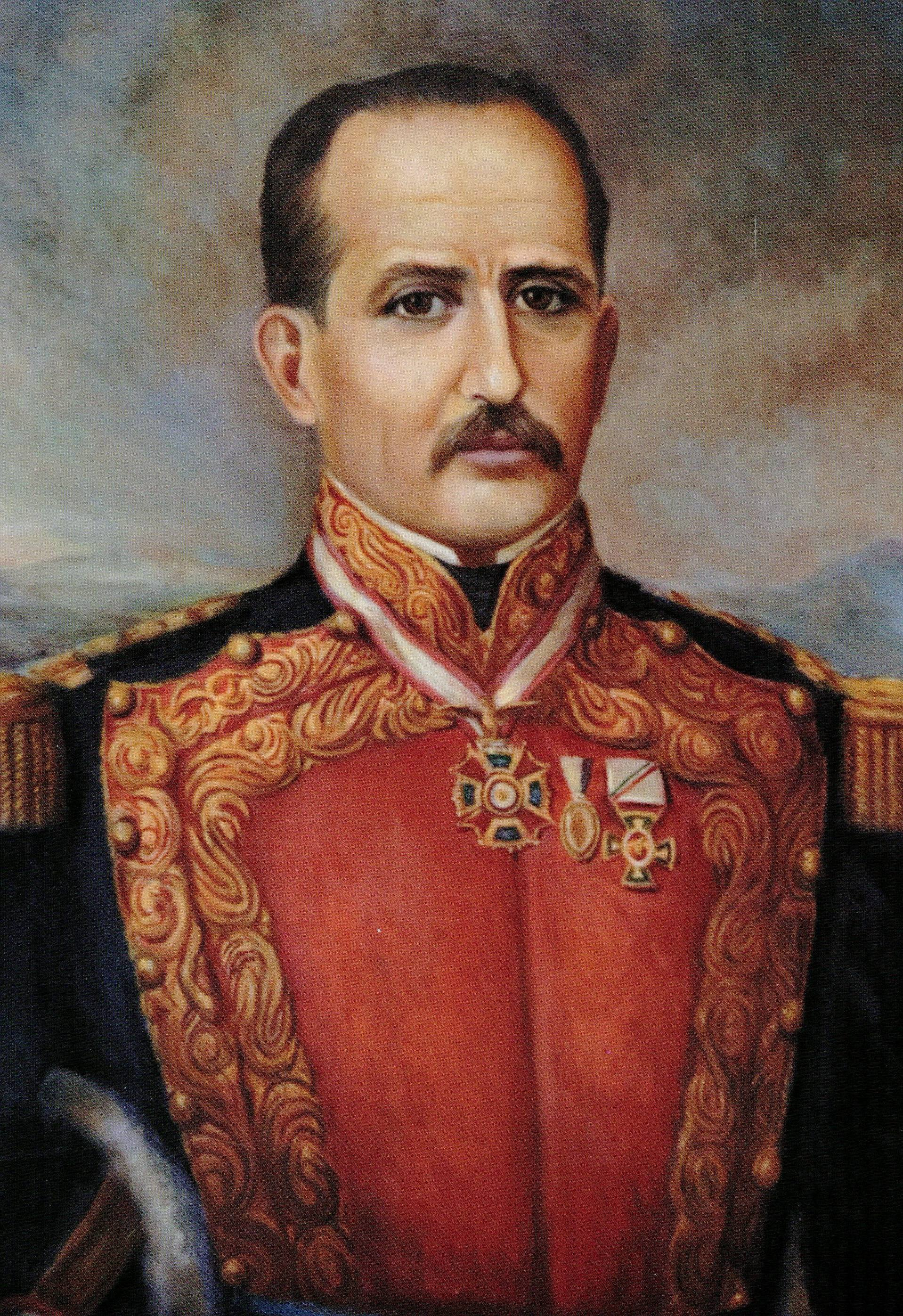
Gral. Ramón Corona

Nació el 18 de octubre de 1837 en la ranchería de Puruagua perteneciente a Tuxcueca , su nombre completo fue J. Ramón Lucas Corona Madrigal, el mayor de tres hermanos (María Brígida nacida en 1840 y Arcadio nacido en 1843); sus padres fueron Esteban Corona Sánchez y María Dolores Madrigal Navarro (ambos se encuentran sepultados en el templo de San Bartolomé); vivió su niñez en el pueblo de Tuxcueca donde realizó sus primeros estudios.
En l858 y con 21 años de edad inicia su vida militar bajo el mando liberal, destacando por su valentía fue ascendido en ese mismo año a capitán, después a comandante y posteriormente a Segundo Jefe de Sección de Tepic; participó activamente en la Guerra de Reforma en el Departamento de Tepic y en el Estado de Sinaloa, con el objeto de terminar con los privilegios de las clases altas y establecer la libertad de comercio, trabajo y religión. Luego, durante la Intervención Francesa, combatió incansablemente a los invasores, teniendo una destacada participación en el Sitio de Querétaro en la rendición de Maximiliano de Habsburgo el 15 de mayo de 1867; cuando el entonces Presidente de México, Benito Juárez, lo nombra “General de División y Jefe del Ejército de Occidente”.
La mayor de sus batallas la libró con el temible indígena cora y simpatizante de los franceses Manuel Lozada, apodado “El Tigre de Álica”, quien estaba decidido a tomar la ciudad de Guadalajara con la ayuda de 10 mil hombres. Al enterarse el general Ramón Corona de las pretensiones del líder indígena, salió a su encuentro con un ejército de sólo 2 mil integrantes al amanecer del día 28 de enero de 1873, situándose en “La Mojonera” (un paraje cercano a Zapopan) donde se desarrolló la batalla, saliendo triunfante el general y haciendo que el enemigo huyera con sus tropas a las barrancas contiguas, salvando a la capital de los invasores. El 14 de julio Lozada fue capturado en el cerro del Arrayán y fusilado cerca de Tepic el 19 de julio de ese mismo año.

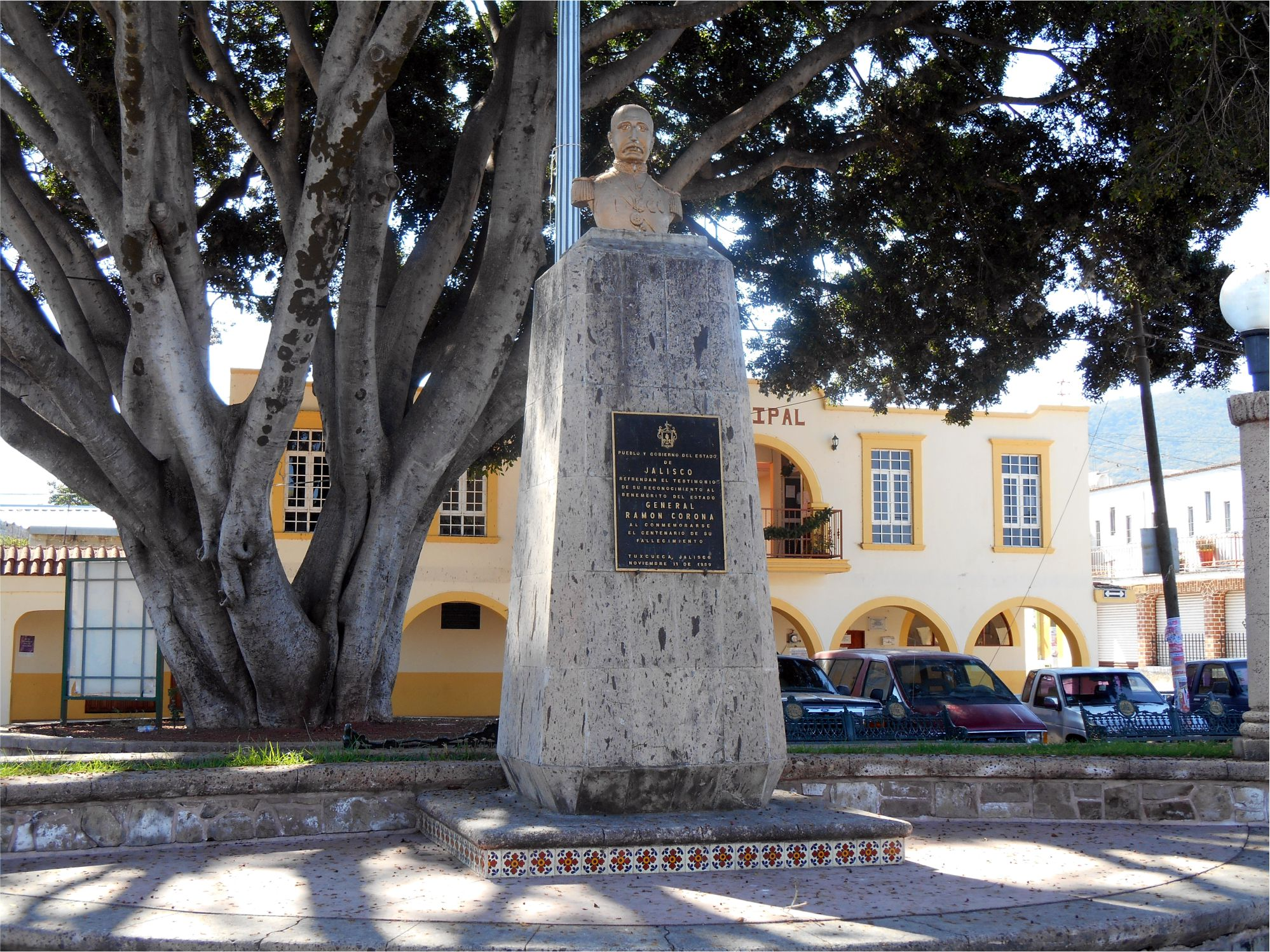
Monumento al general Ramón Corona en la plaza cívica de Tuxcueca

En abril de 1885, el general regresó a México tras haber tenido el cargo de Ministro plenipotenciario de México en España, donde pasó 11 años. Una de sus primeras acciones al volver fue gestionar ante el gobernador Francisco Tolentino  para que Tuxcueca se erigiera en municipio, concluyéndose la misma el 20 de abril de 1886 mediante el Decreto número 184 del Congreso del Estado de Jalisco. En ese mismo año fue postulado para gobernador del estado, resultando electo y el 1 de marzo de 1887 entró en funciones. Destacando entre sus obras: la fundación del Monte de Piedad y Caja de Ahorros el 16 de abril de 1887; la promulgación del Reglamento de Instrucción Primaria y la apertura de 72 escuelas; impulsó la introducción del ferrocarril México-Guadalajara, cuyo primer viaje concluyó el 15 de mayo de 1888; a mediados de ese mismo año inició la construcción de un mercado en Guadalajara que después llevaría su nombre; estableció una sucursal del Banco de Londres y México en la misma ciudad en 1889; entre otras. 
El domingo 10 de noviembre de 1889 por la tarde, el general Ramón Corona caminaba acompañado de su esposa y de su hijo Carlos para presenciar la obra “los mártires de Tacubaya” en el Teatro Principal de la ciudad de Guadalajara (originalmente llamado Teatro Zumelzu, antes ubicado en lo que hoy es Av. Juárez entre Degollado y Molina); cuando de pronto un joven de nombre Primitivo Ron Salcedo lo apuñaló de gravedad, falleciendo al día siguiente, el 11 de noviembre a la edad de 52 años, mientras que su agresor se suicidó en el acto. Fue sepultado en el mausoleo central del Panteón de Belén y en 1967 sus restos fueron trasladados a la Rotonda de los Jaliscienses Ilustres ubicada a un costado de la catedral.

## Geografía

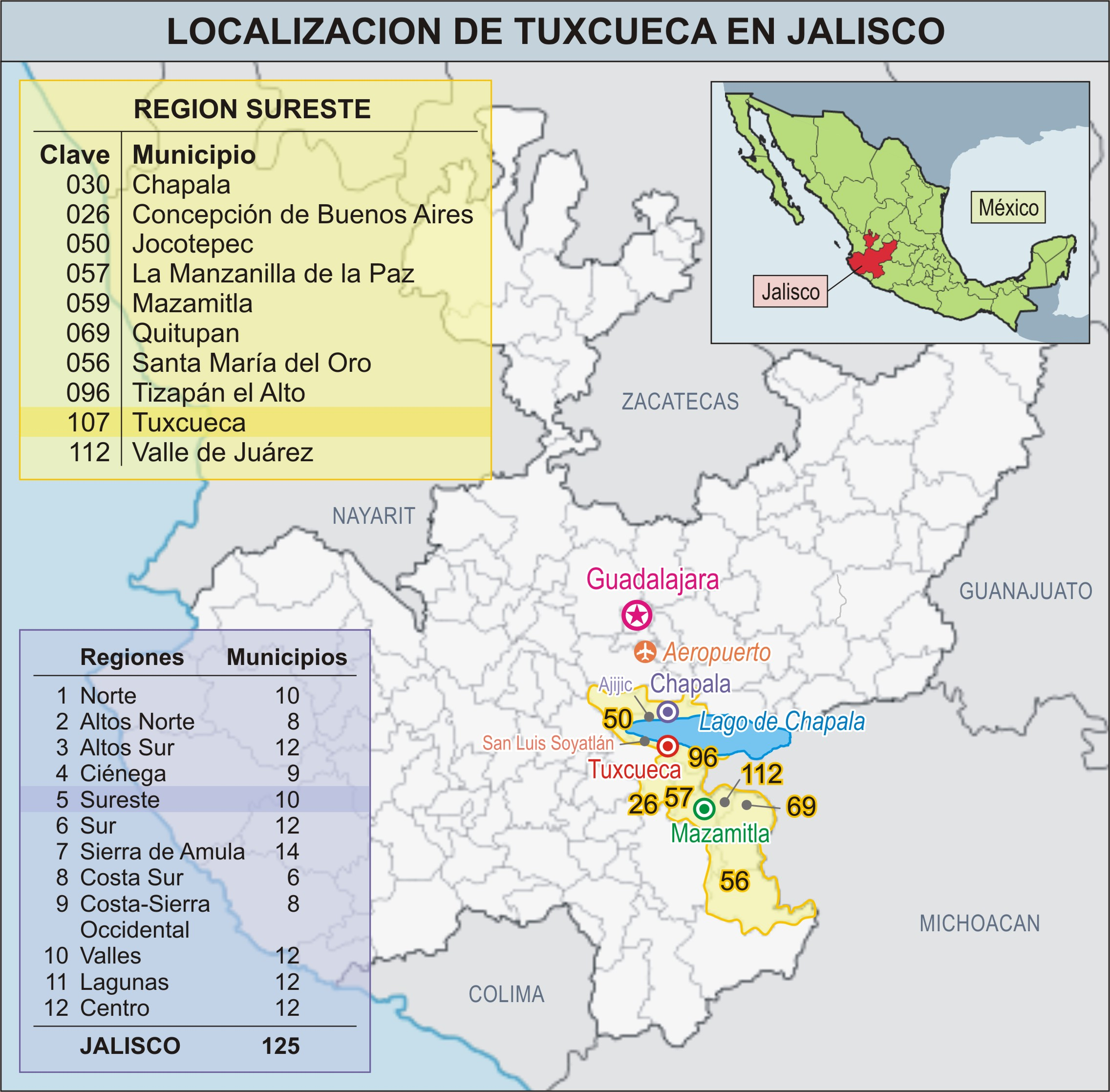
Localización de Tuxcueca en Jalisco

### Ubicación
Tuxcueca se localiza en la Región Sureste del estado de Jalisco como parte de los 10 municipios que la conforman, específicamente en la ribera suroeste del lago de Chapala; en las coordenadas 20° 03' 08" a los 20º 13' 35" de latitud norte y 103° 08' 57" a los 103º 22' 31" de longitud oeste (coordenadas aplicadas a la extensión municipal y no a su cabecera). La altitud del municipio va de los 1460 a los 2750 metros sobre el nivel del mar y la cabecera municipal se encuentra a los 1530 metros sobre el nivel del mar y ubicada a 80 km de Guadalajara.
Los límites territoriales del municipio son: al norte se ubica el lago de Chapala en sus 25 km de ribera; al sur colinda con los municipios de Teocuitatlán de Corona (33.8 km) y Concepción de Buenos Aires (9.3 km); al este con los municipios de Tizapán el Alto (13 km) y La Manzanilla de la Paz (4.5 km); y al oeste con el municipio de Jocotepec (9 km).

### Vías de comunicación
El municipio se encuentra muy bien comunicado; cuenta con la carretera Federal n.º 15 México – Guadalajara vía Morelia, que atraviesa de este a oeste con una longitud aproximada de 25 km; la carretera estatal n.º 405 a Mazamita, que inicia en la cabecera municipal, la cual pasa por los entronques hacia Teocuitatlán de Corona y hacia Concepción de Buenos Aires.

### Orografía

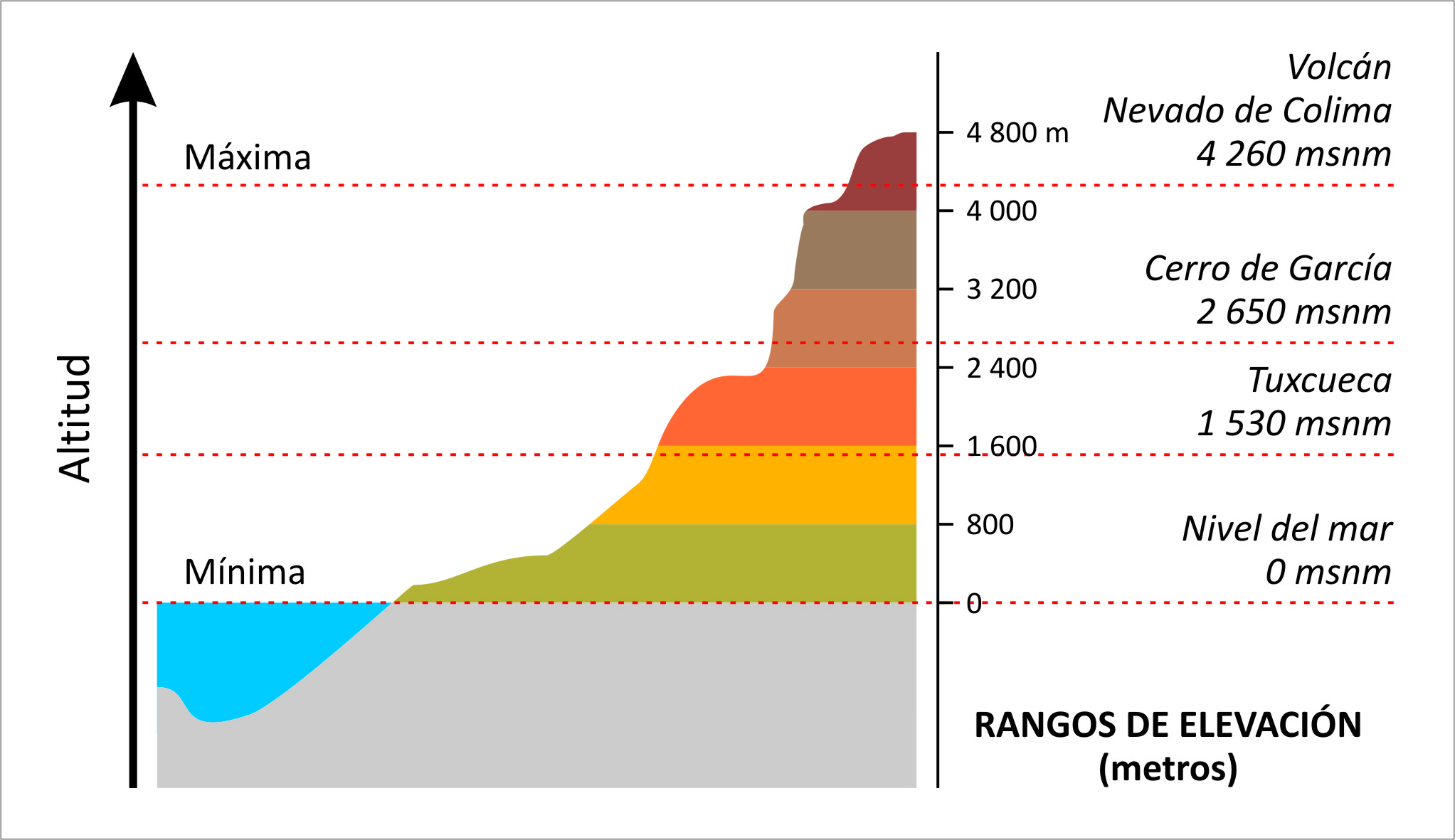
Rangos de elevación

La superficie del municipio es de 134.65 km² y está conformada por zonas semiplanas (55%), lomas y laderas con elevaciones desde los 1,570 a los 1,700 metros sobre el nivel del mar; zonas accidentadas (28%) que presentan elevaciones de los 1,700 a los 2,650 m s. n. m. como es el caso del Cerro de García, siendo este el punto más alto del municipio y la parte norte que colinda con el Lago de Chapala pertenece a las zonas planas (17%), con alturas que van de los 1,500 a los 1,570 m s. n. m.
El territorio está conformado por suelos que pertenecen al período cuaternario. La composición de los suelos es de tipos predominantes Feozem Háplico y Vertisol Pélico. El municipio tiene una superficie territorial de 29,894 hectáreas, de las que 4,950 son utilizadas con fines agrícolas, 3,700 en la actividad pecuaria, 10,400 son de uso forestal, 139 son suelo urbano y 705 hectáreas tienen otro uso, no especificándose el uso de 10,000. En lo que a la propiedad se refiere, una extensión de 21,972 hectáreas es privada y otra de 7,922 es ejidal; no existiendo propiedad comunal.

### Hidrografía

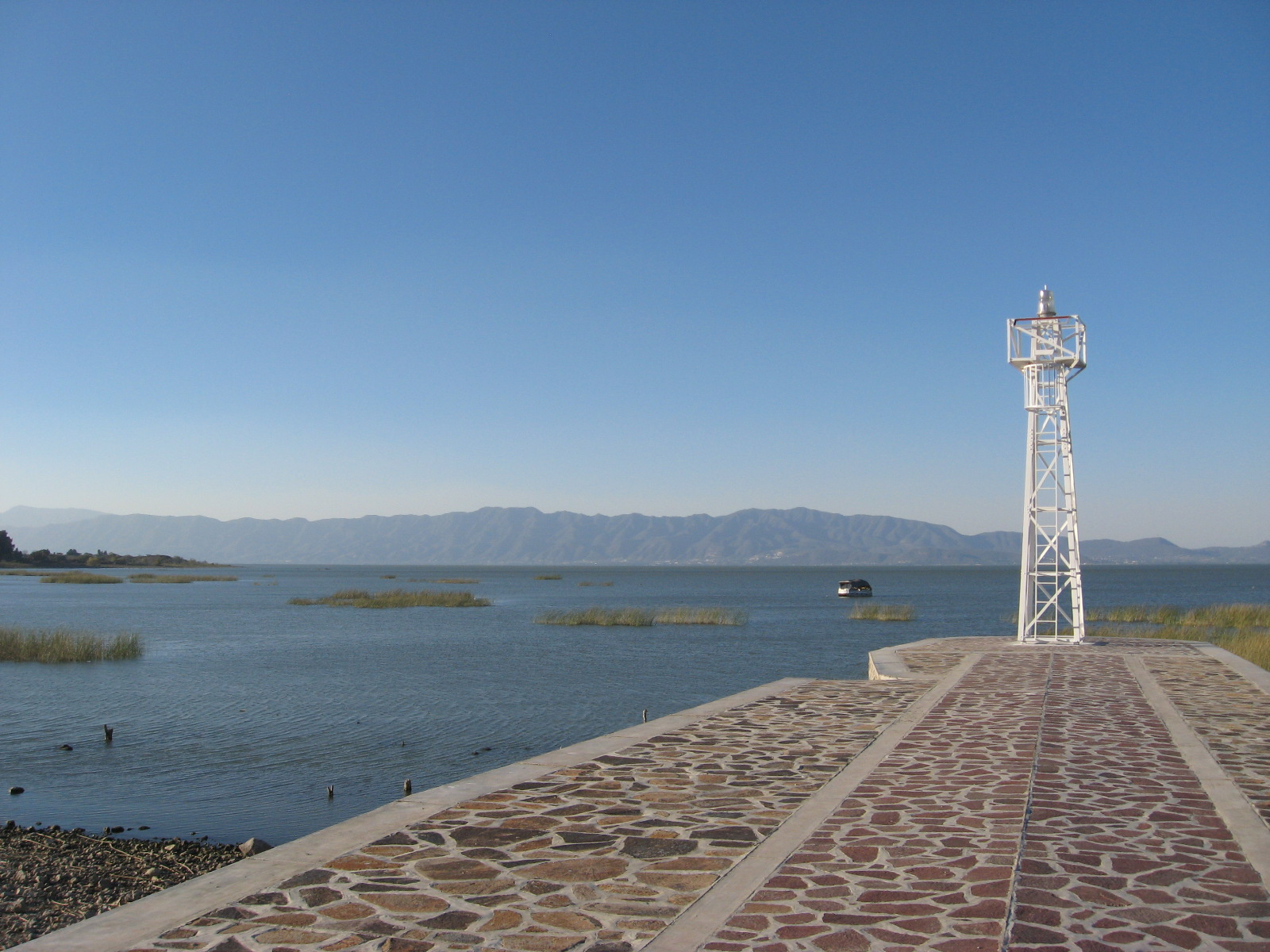
Faro en el muelle de Tuxcueca

Este municipio pertenece a la cuenca hidrológica Lerma-Chapala-Santiago, subcuenca Chapala-Río de la Pasión. Sus principales arroyos son: Las Carreteras, San Antonio, El Zalate, El Zacate, El Salto y la Calera. Además del Lago de Chapala, están las presas de Las Cebollas, La Cañada y El ahijadero y algunos bordos.

### Clima
El clima es semiseco, con otoño, invierno y primavera secos; y semicálido, sin cambio térmico invernal bien definido. La temperatura media anual es de 19.9 °C, con máxima de 25.8 °C y mínima de 14 °C. El temporal de lluvias en promedio se presenta en los meses de junio a septiembre, contando con una precipitación media anual de 719.6 milímetros. El promedio anual de días con heladas es de 8.8. Los vientos dominantes son en dirección del noroeste y suroeste.

## Población
La población total del municipio es de 6,702 habitantes (3,455 mujeres 51.5% y 3,247 hombres 48.4%) según el Censo de Población y Vivienda del año 2020 del INEGI. Dicha población se distribuye por localidad porcentualmente de la siguiente manera: San Luis Soyatlán 59.10%, Tuxcueca 19.96%, El Tepehuaje 8.63%, Puruagua 4.40%, San Nicolás de Acuña 3.92%, Las Cebollas 2.14% y otras localidades con población menor a 100 habitantes 1.85%.

### Localidades
En el censo de 2020 el municipio de Tuxcueca contaba con 20 localidades.
| Código INEGI    | Localidad                | Población (2020) |
| --------------- | ------------------------ | ---------------- |
| 141070008       | San Luis Soyatlán        | 3 814            |
| 141070001       | Tuxcueca                 | 1 424            |
| 141070004       | El Tepeguaje             | 552              |
| 141070009       | San Nicolás de Acuña     | 270              |
| 141070047       | Puruagua de Ramón Corona | 256              |
| 141070002       | Las Cebollas             | 130              |
| 141070006       | Puerto Corona            | 99               |
| 141070005       | Puerta de San Nicolás    | 66               |
| 141070010       | El Saucito               | 24               |
| 141070019       | El Lindero               | 15               |
| 141070042       | Rancho el Bajío          | 12               |
| 141070040       | El Puente Colorado       | 9                |
| 141070003       | La Cofradía              | 6                |
| 141070014       | Los Compadres            | 6                |
| 141070024       | Santa Elena              | 5                |
| 141070007       | San Antonio              | 4                |
| 141070020       | La Palma                 | 4                |
| 141070045       | San Pedro                | 3                |
| 141070048       | La Morusa                | 2                |
| 141070022       | Loma Bonita              | 1                |
| Total municipal | Total municipal          | 6 702            |

### San Luis Soyatlán

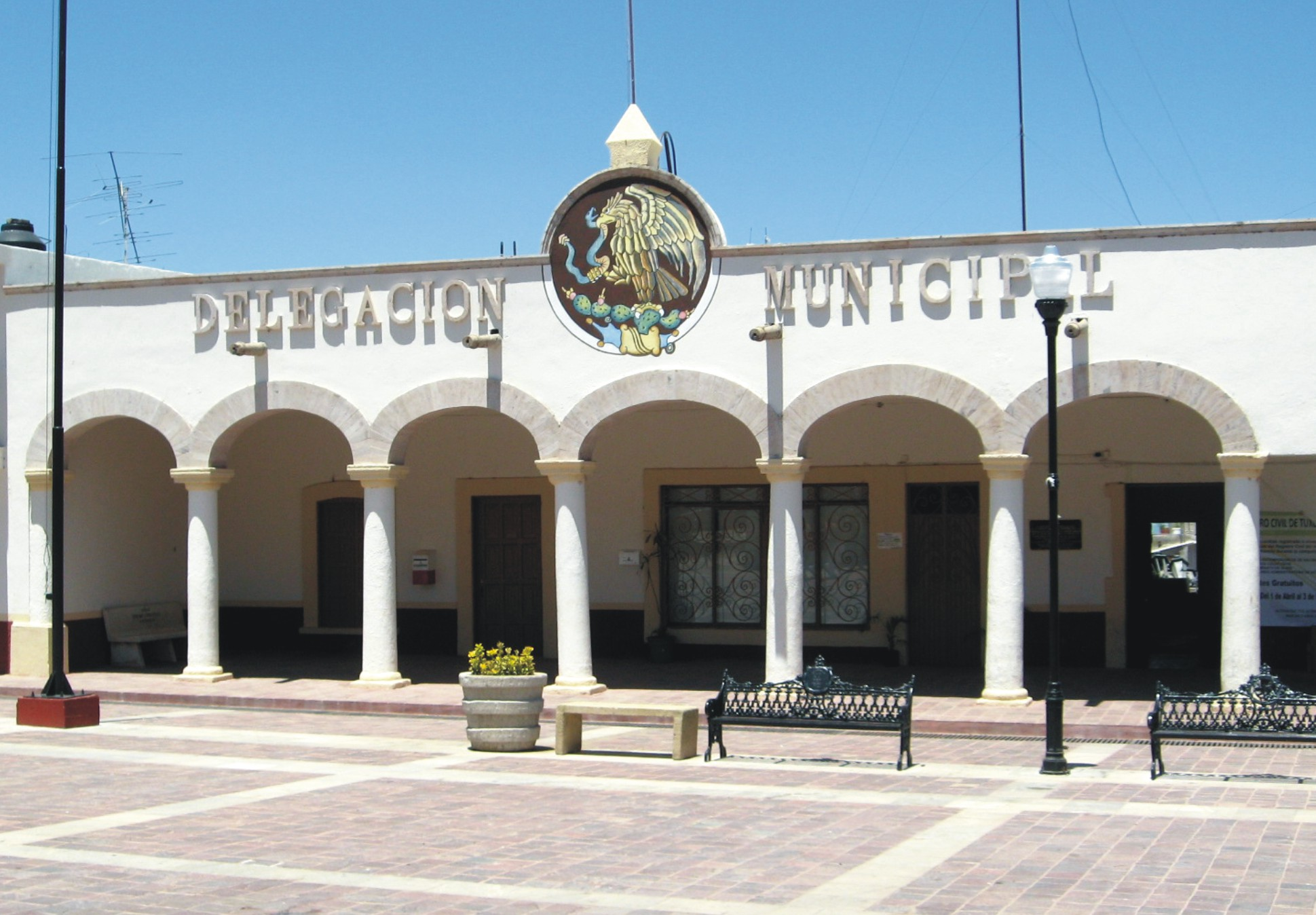
Edificio administrativo de la delegación de San Luis Soyatlán

Por su número de habitantes San Luis Soyatlán es la única localidad con el rango de delegación, ya que concentra el 59.10% de la población total del municipio (3,961 habitantes). Su nombre proviene de la unión de dos palabras castellanas y una náhuatl; “San Luis”, por ser San Luis Obispo de Tolosa su santo patrono y “Soyatlán”, su verdadero nombre indígena; de las voces nahuas zoyatl (nombre común de la palmera brahea dulcis) y tlan (lugar); teniendo como resultado soyatlán, por lo que se interpreta como: lugar de soyate. 
Originalmente fue una pequeña comunidad de origen prehispánico que formó parte de la "Provincia de Ávalos" hacia 1525. Entre 1539 y 1564 fray Miguel de Bolonia proveniente del convento de Axixic evangelizó a los naturales de la ribera oeste del lago, desde Chapala hasta San Luis Soyatlán.
En el Plan de División Provisional del Territorio del Estado de Xalisco, para 1824 San Luis Soyatlán quedó comprendido dentro del Departamento de Zacoalco; en 1837 perteneció al Distrito de La Barca y para 1841 quedó integrado al Distrito de Guadalajara. En 1857 ya se encontraba anexado como comisaría dentro del municipio de Jocotepec.

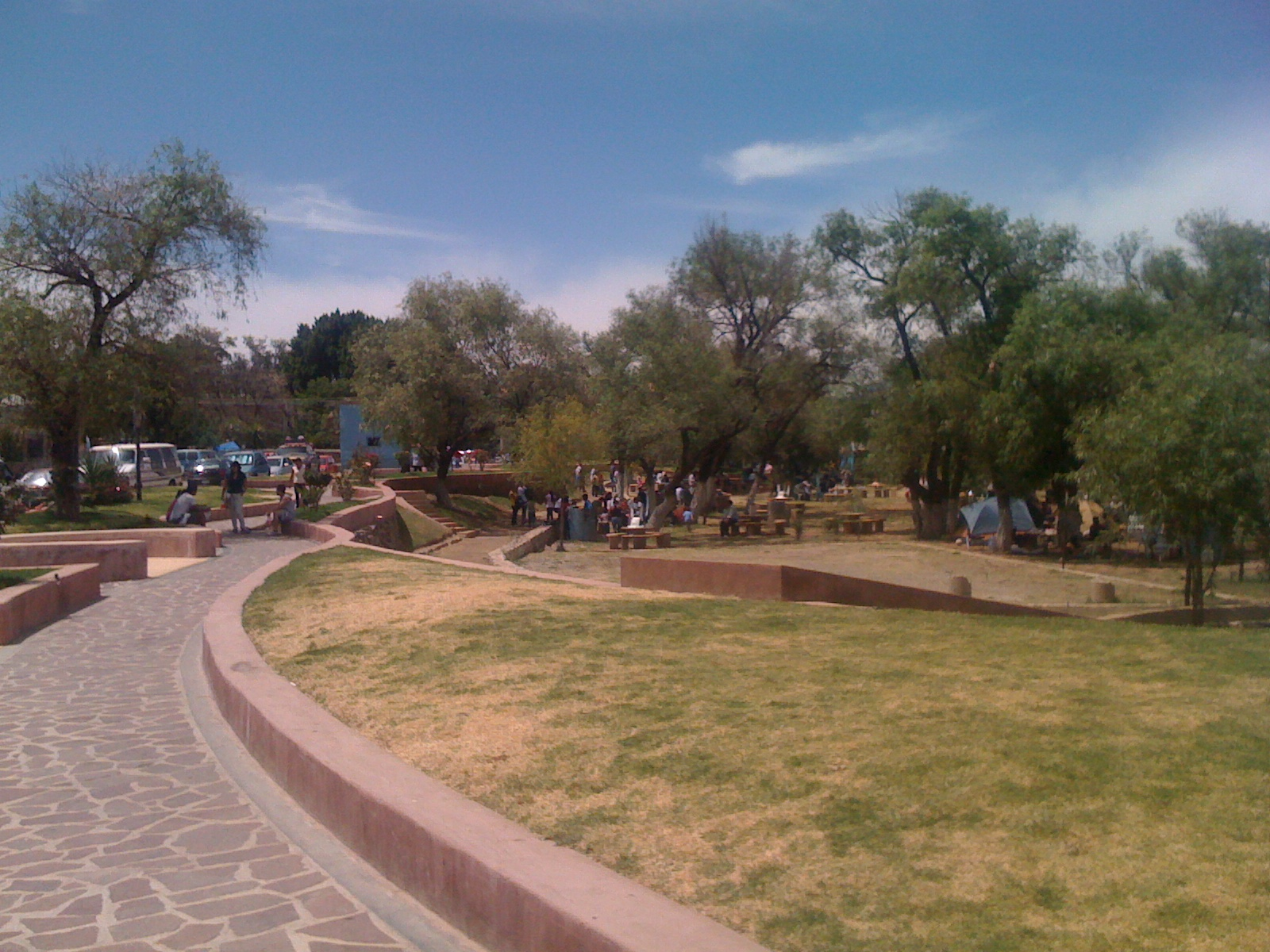
Malecón de San Luis Soyatlán

Para el 1 de octubre de 1888 la comisaría de San Luis Soyatlán se agregó al municipio de Tuxcueca, separándose de Jocotepec y el 13 de febrero de 1891 se estableció una oficina del registro civil en dicha comunidad. En el año 1910 se construyó el edificio administrativo de la delegación municipal y en 1983 éste fue ampliado, ya que en un principio sólo se contaba con una pequeña finca de una habitación y dos puertas, conocida como “casa consistorial”. 
En la actualidad San Luis Soyatlán es la localidad más visitada por el turismo, ya que ofrece un extenso malecón a la orilla del lago con juegos y múltiples áreas verdes, diversa gastronomía, además de la tradicional bebida alcohólica denominada "vampiro".

## Flora y fauna
Las lomas y laderas están cubiertas por pequeña vegetación y por pastos naturales. Los cerros están cubiertos generalmente por encino, existiendo pino en los lugares más altos.
El venado, el conejo, la ardilla, algunos reptiles y especies menores habitan en esta región.

## Economía
Ganadería. Se realiza la crianza de ganado bovino y porcino principalmente, Además de producción apícola.
Agricultura. Destacan el maíz, frijol, sorgo, jitomate, cebolla y garbanzo. Recientemente hay una producción masiva de zarzamora, frambuesa y arándano.
Comercio. Predominan los establecimientos dedicados a la venta de productos de primera necesidad y los comercios mixtos que venden artículos diversos (abarrotes).
Minería. Cuenta con yacimientos de cantera y cal.
Explotación forestal. Se explotan pino y encino en baja escala.
Pesca. Se capturan las especies de bagre, tilapia, carpa, charal, pescado blanco, lisa, mojarra y popocha.
Servicios. Se prestan servicios profesionales, técnicos, comunales, sociales, personales, turísticos, de mantenimiento y comunicación.

## Política y gobierno
Tuxcueca es el municipio número 107 del estado de Jalisco, en orden alfabético se encuentra ubicado entre Tuxcacuesco y Tuxpan. Desde septiembre de 2022 pertenece al Distrito Electoral 19, el cual se divide en 200 secciones electorales distribuidas en 20 municipios como son: Atoyac (6), Concepción de Buenos Aires (5), Gómez Farías (8), Jilotlán de los Dolores (9), La Manzanilla de la Paz (5), Mazamitla (9), Pihuamo (12), Quitupan (13), Santa María del Oro (5), Sayula (13), Tamazula de Gordiano (26), Tecalitlán (10), Teocuitatlán de Corona (9), Tizapán el Alto (10), Tonila (7), Tuxpan (13), Valle de Juárez (6), Zapotiltic (17) y Zapotlán el Grande (cabecera de distrito) con 13 secciones.
A su vez, Tuxcueca se divide en cuatro secciones electorales: la 2767, a la que corresponden las localidades de Tuxcueca, San Antonio, La Cofradía, Puruagua, Las Cebollas y El Saucito; la 2768, correspondiente a las localidades de La Palma, Santa Elena y San Luis Soyatlán en su mitad de lado poniente; la 2769 con San Luis Soyatlán en su lado oriente y Puerto Corona; y la 2770 con San Nicolás de Acuña, La Puerta de San Nicolás y El Tepehuaje.

### Presidentes municipales
Como en todos los municipios de México los ayuntamientos cuentan con un periodo de 3 años de gobierno, ahora con base en una reforma constitucional aprobada en febrero de 2014, el presidente municipal y los regidores cuentan con derecho a reelección por un periodo consecutivo mediante campaña política a partir del año 2018. El proceso electoral da inicio en el mes de abril y termina el primer domingo del mes de junio (fecha de la jornada electoral). Desde el año 2012 el periodo de la administración municipal comienza el 1 de octubre y termina el 30 de septiembre (luego de 3 años), cuando anteriormente iniciaba el 1 de enero y terminaba el 31 de diciembre (después de 3 años).
La cronología de los últimos 33 años (1991-2024) es la única que cuenta con el registro de fechas de los procesos electorales y los votos obtenidos, datos encontrados en el archivo del Instituto Electoral y de Participación Ciudadana de Jalisco.
| Mandato | Proceso electoral       | Partido                                    | Candidato electo                | Votos | Periodo               |
| ------- | ----------------------- | ------------------------------------------ | ------------------------------- | ----- | --------------------- |
| 73      | 1991 (Nov. 10)          |                                            | Antonio Fonseca Mendoza         | 896   | 1992-1994             |
| 74      | 1994 (Nov. 13)          |                                            | Eugenio Cuevas Hernández        | 839   | 1995-1997             |
| 75      | 1997 (Nov. 13)          |                                            | Antonio Fonseca Mendoza         | 760   | 1998-2000             |
| 76      | 2000 (Nov. 12)          |                                            | Reyes Mancilla Aceves           | 772   | 2001-2003             |
| 77      | 2003 (Jul. 6)           |                                            | Arturo Aceves Gómez             | 891   | 2004-2006             |
|         | 2006 (Jul. 2)           |                                            | Gonzalo Navarro Hernández       | 662   | Proceso empatado      |
|         | 2006 (Jul. 2)           |                                            | Arturo Cumplido Monreal         | 662   | Proceso empatado      |
| 78      | Interino                |                                            | Vicente Cárdenas Chávez         |       | Enero a marzo de 2007 |
| 79      | 18 de febrero de 2007 * |                                            | Gonzalo Navarro Hernández       | 1265  | 2007-2009             |
| 80      | 5 de julio de 2009      |                                            | Marco Antonio Barrera Tachiquin | 983   | 2010-2012             |
| 81      | 2012 (Jul. 8)           |                                            | Reyes Mancilla Aceves           | 1273  | 2012-2015             |
| 82      | 2015 (Jun. 7)           | Logo Partido Movimiento Ciudadano (México) | Cuauhtémoc Sosa Cárdenas        | 1313  | 2015-2018             |
| 83      | 2018 (Jul. 1)           |                                            | Reyes Mancilla Aceves           | 1363  | 2018-2021             |
| 84      | 2021 (Jun. 6)           |                                            | Luis Antonio Aceves García      | 993   | 2021-2024             |
| 85      | 2024 (Jun. 2)           |                                            | Juan Diego Fonseca Zepeda       | 2083  | 2024-2027             |

* Proceso electoral extraordinario

## Turismo
Arquitectura

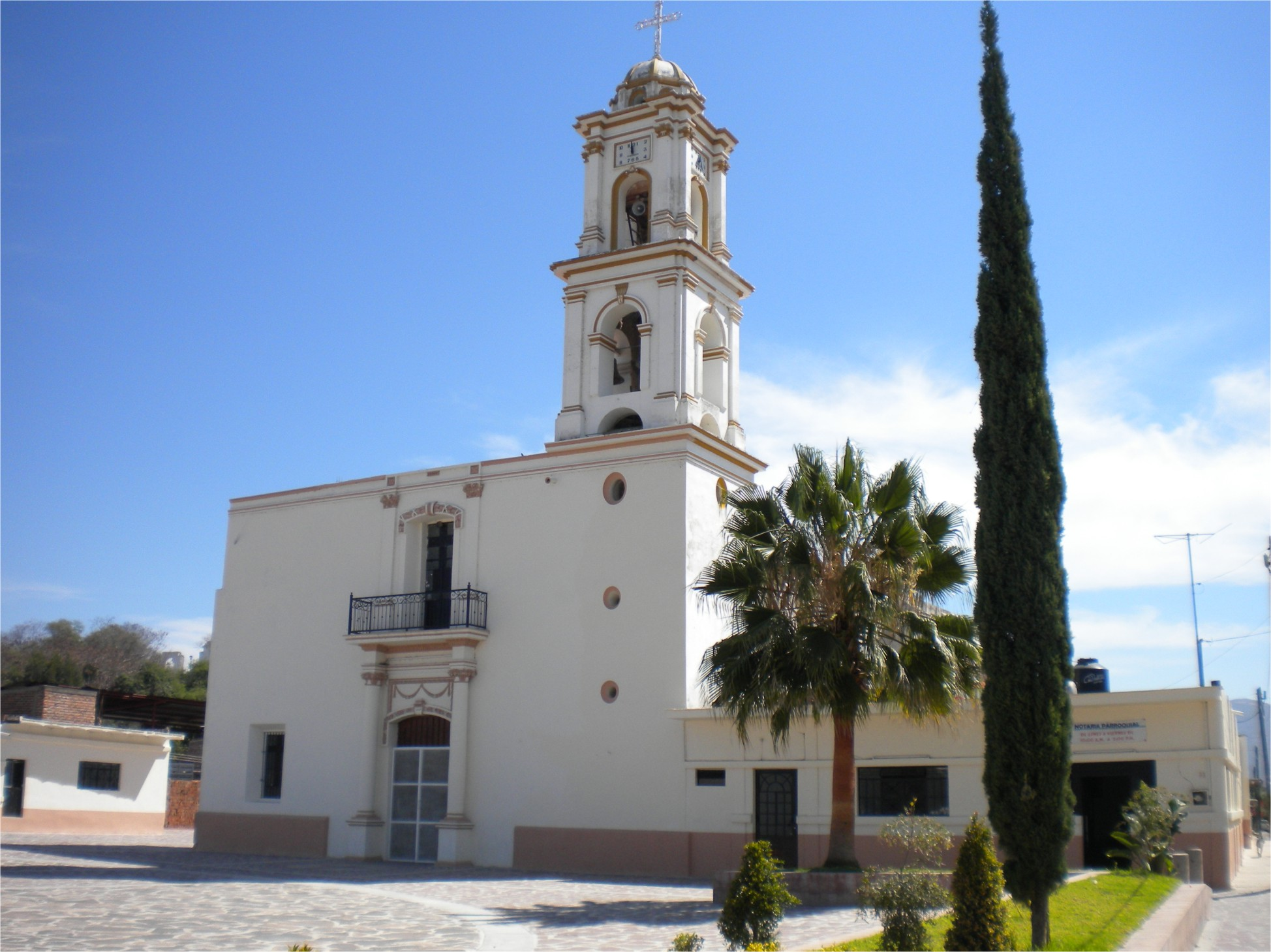
Templo de San Bartolomé Apóstol en Tuxcueca

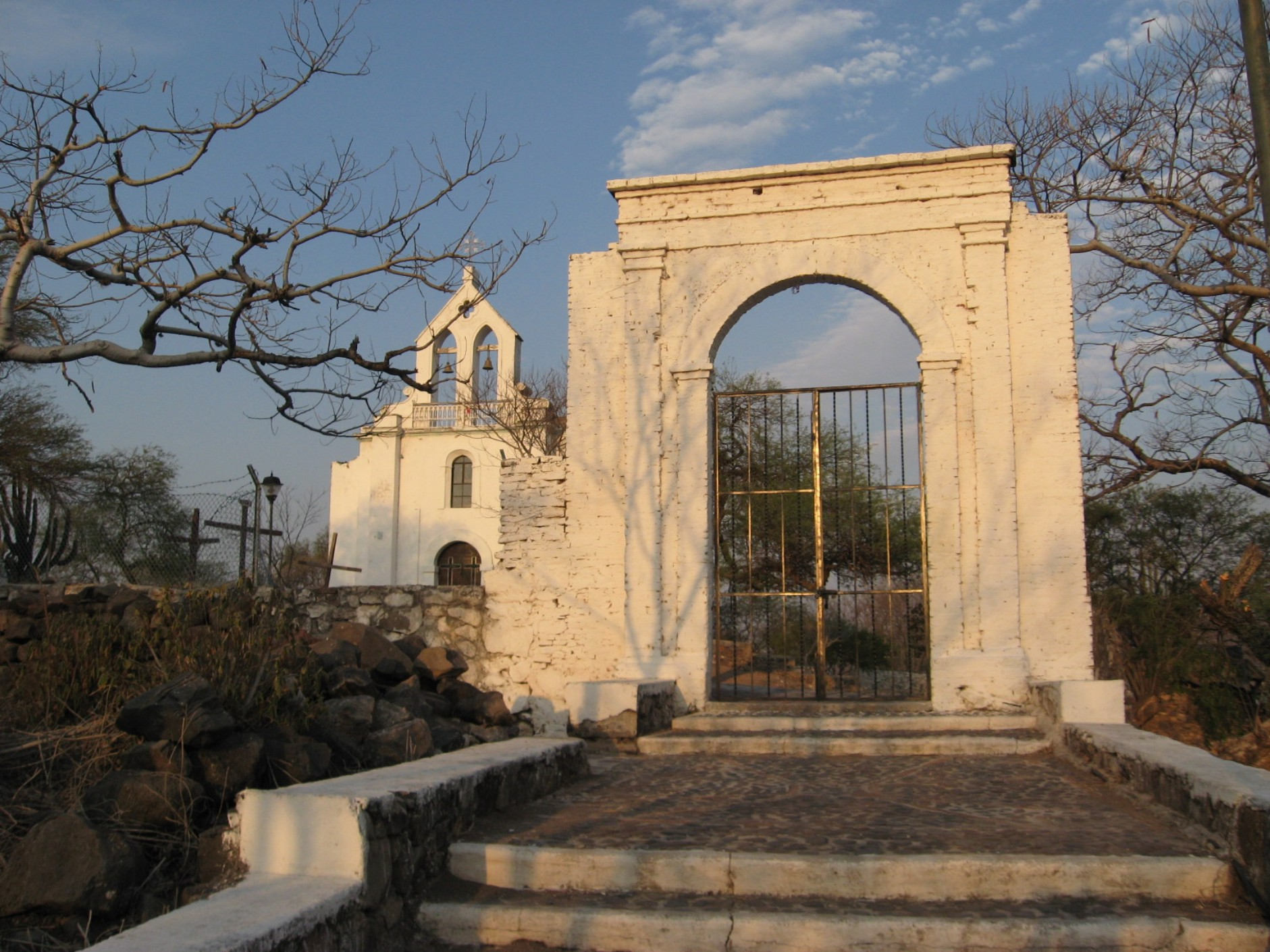
Capilla de la Virgen de Guadalupe en Tuxcueca

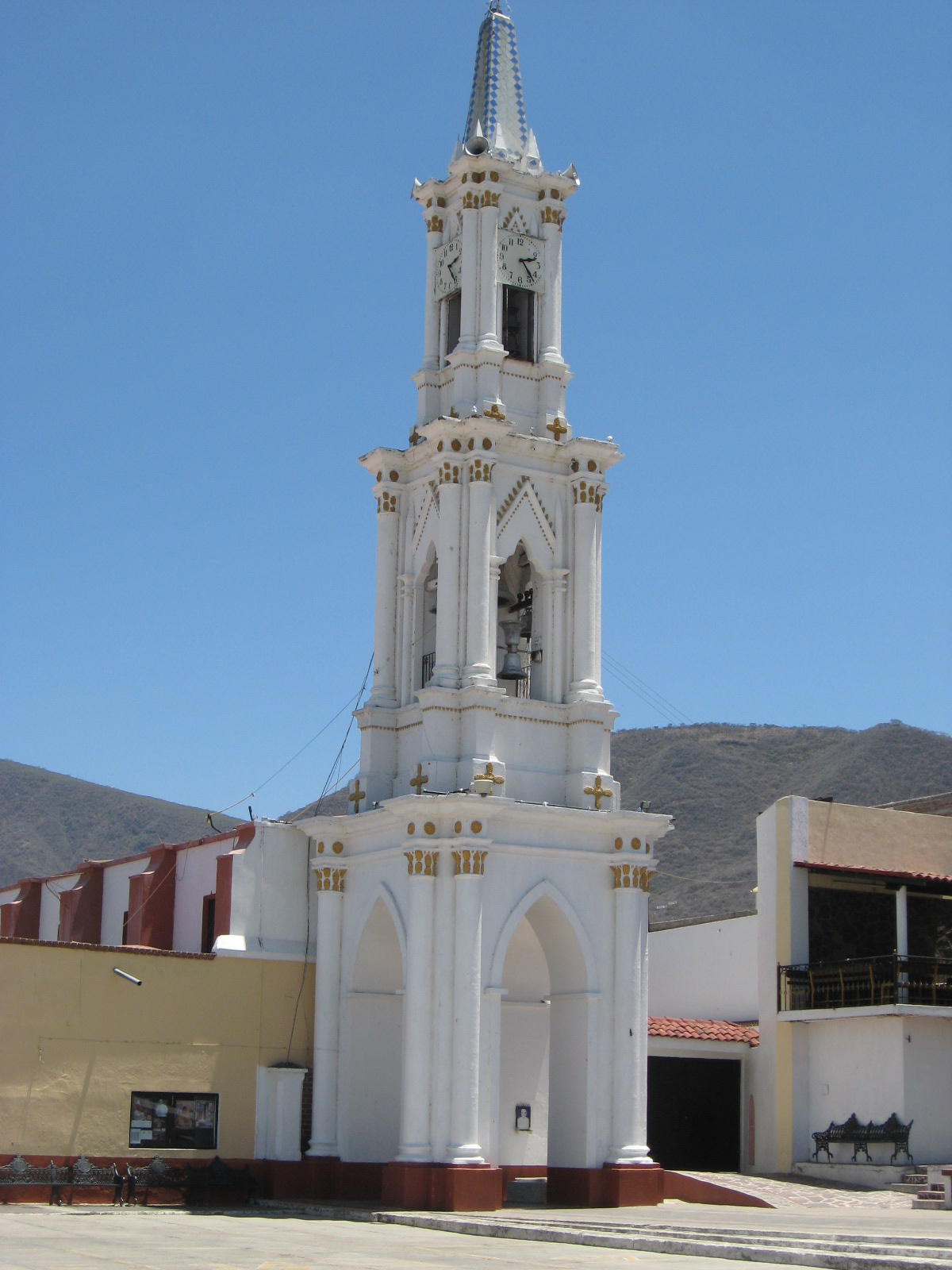
Templo de San Luis Obispo de Tolosa en la delegación de San Luis Soyatlán municipio de Tuxcueca

- Templo de San Bartolomé Apóstol en Tuxcueca (construido en la segunda mitad del siglo XVIII)
- Capilla de la Virgen de Guadalupe en Tuxcueca (construida en 1903)
- Antigua Escuela Normal en Tuxcueca (construida en 1939) actualmente es la biblioteca pública
- Templo de San Luis Obispo de Tolosa en San Luis Soyatlan (construido en 1885)

Artesanías
- Elaboración de bordados en manta y sombreros de palma.

Lagos
- Ribera del Lago de Chapala.

Parques y reservas
- Malecón de San Luis Soyatlán
- Muelle de Tuxcueca
- Presa "La Cañada"
- Cerro de García
- El Llano

## Festividades
Fiestas Cívicas
- Feria taurina del 28 de enero al 5 de febrero (en Tuxcueca)

Fiestas Religiosas
- Fiesta en honor a San Bartolomé Apóstol del 15 al 24 de agosto (en Tuxcueca)
- Fiesta en honor de la Virgen de Guadalupe del 4 al 12 de diciembre (en Tuxcueca)
- Fiesta en honor a San Luis Obispo de Tolosa del 10 al 19 de agosto (en San Luis Soyatlán)